# Lithocarpus cyrtocarpus
Lithocarpus cyrtocarpus är en bokväxtart som först beskrevs av Emmanuel Drake del Castillo, och fick sitt nu gällande namn av Aimée Antoinette Camus. Lithocarpus cyrtocarpus ingår i släktet Lithocarpus och familjen bokväxter. Inga underarter finns listade.